# Angela Groothuizen
Angela Groothuizen, née le 28 septembre 1959 à Alkmaar en Pays-Bas, est une chanteuse néerlandaise.

## Biographie
Angela Groothuizen s'est d'abord fait connaître comme membre du girl group Dolly Dots dans les années 1980.
En 2012, elle est membre du jury de la version néerlandaise de The Voice Kids.

## Discographie

### Albums
Angela & the Rude avec Ruud Mulder)
- 1990: Young Souls (reached #46)
- 1992: Walking on Water (reached #71)

J.A.M. (avec Julya Lo'ko et Mildred Douglas)
- 2001: Message in a Bottle

Solo
- 1996: Groothuizen (reached #54)
- 2008: Melk en honing (reached #46)

### Singles
Angela & the Rude (avec Ruud Mulder)
- 1990: Pressure (reached #21)
- 1991: Young Souls (reached #32)
- 1992: Back to the Real World (reached #11)

Solo
- 2010: Bier en Bitterballen (reached #81)

The Voice of Holland
- 2011: One Thousand Voices (reached #1)

## Liens
- Site officiel
- Ressources relatives à la musique :   - Discogs
  - MusicBrainz
  - Muziekweb
  - Songkick
- Ressources relatives à l'audiovisuel :   - Filmweb.pl
  - IMDb
- Notice dans un dictionnaire ou une encyclopédie généraliste :   - Deutsche Biographie
- Notices d'autorité :   - VIAF
  - ISNI
  - GND
  - Pays-Bas